# Lacs des Lozières
Pour les articles homonymes, voir Lozières.
Les lacs des Lozières sont des lacs glaciaires de France situés dans les Alpes, dans le département de la Savoie, en région Auvergne-Rhône-Alpes. 
Ces quatre petits lacs sont situés en Maurienne, dans le parc national de la Vanoise, entre 2 425 et 2 455 mètres d'altitude, sous le mont Pelve (3 260 m) à l'ouest et la roche Ferran (3 099 m) au nord. Les lacs de la Roche Ferran et du Pelve sont situés respectivement au nord-ouest et au nord. En aval au sud-est s'écoule le Doron de Termignon, affluent du Rhône via l'Arc et l'Isère.
Ils sont accessibles en période estivale en randonnée pédestre via le GR5, le Tour des Glaciers de la Vanoise et le GRP Tour de la Haute-Maurienne, notamment depuis le secteur du refuge d'Entre-Deux-Eaux au nord-est ou depuis les secteurs d'Aussois et de Termignon vie la refuge de l'Arpont au sud.
En période hivernale, ils sont situés sur un itinéraire de ski de randonnée reliant le secteur du refuge d'Entre-Deux-Eaux aux glaciers de la Vanoise dans le secteur du col du Pelve.